# 허회경
허회경은 대한민국의 가수이자 싱어송라이터이다. 1998년생이다.

## 역사
허회경은 이효리가 진행하는 음악프로그램 더시즌즈-이효리의 레드카펫에 출연한 적이 있다.
고 나히의 정규앨범 '엔딩'에 참여했다.

## 음반 목록

### 정규 음반
- 1집 Memoirs (2022년)

### 디지털 싱글
- 〈아무것도 상관없어〉
- 〈김철수 씨 이야기〉
- 〈그렇게 살아가는 것〉
- 〈Baby, 나를〉
- 〈사랑 속엔 언제나〉
- 〈나와 내 이웃에게〉
- 〈난 묻어요〉
- 〈시시콜콜한 이야기〉

1. ↑  https://www.xportsnews.com/article/1788440
2. ↑  https://enews.imbc.com/News/RetrieveNewsInfo/410445
3. ↑  http://enter.etoday.co.kr/news/view/260116